# Клопот (Куявсько-Поморське воєводство)
Клопот (пол. Kłopot, нім. Rübenau) — село в Польщі, у гміні Іновроцлав Іновроцлавського повіту Куявсько-Поморського воєводства.
Населення — 422 особи (2011).
У 1975-1998 роках село належало до Бидгощського воєводства.

## Демографія
Демографічна структура станом на 31 березня 2011 року:
|          | Загалом | Допрацездатний вік | Працездатний вік | Постпрацездатний вік |
| -------- | ------- | ------------------ | ---------------- | -------------------- |
| Чоловіки | 197     | 40                 | 139              | 18                   |
| Жінки    | 225     | 45                 | 139              | 41                   |
| Разом    | 422     | 85                 | 278              | 59                   |